# Anthaxia serripennis
Anthaxia serripennis är en skalbaggsart som beskrevs av Jan Obenberger 1936. Anthaxia serripennis ingår i släktet Anthaxia och familjen praktbaggar. Inga underarter finns listade i Catalogue of Life.